# Tubo di Kundt

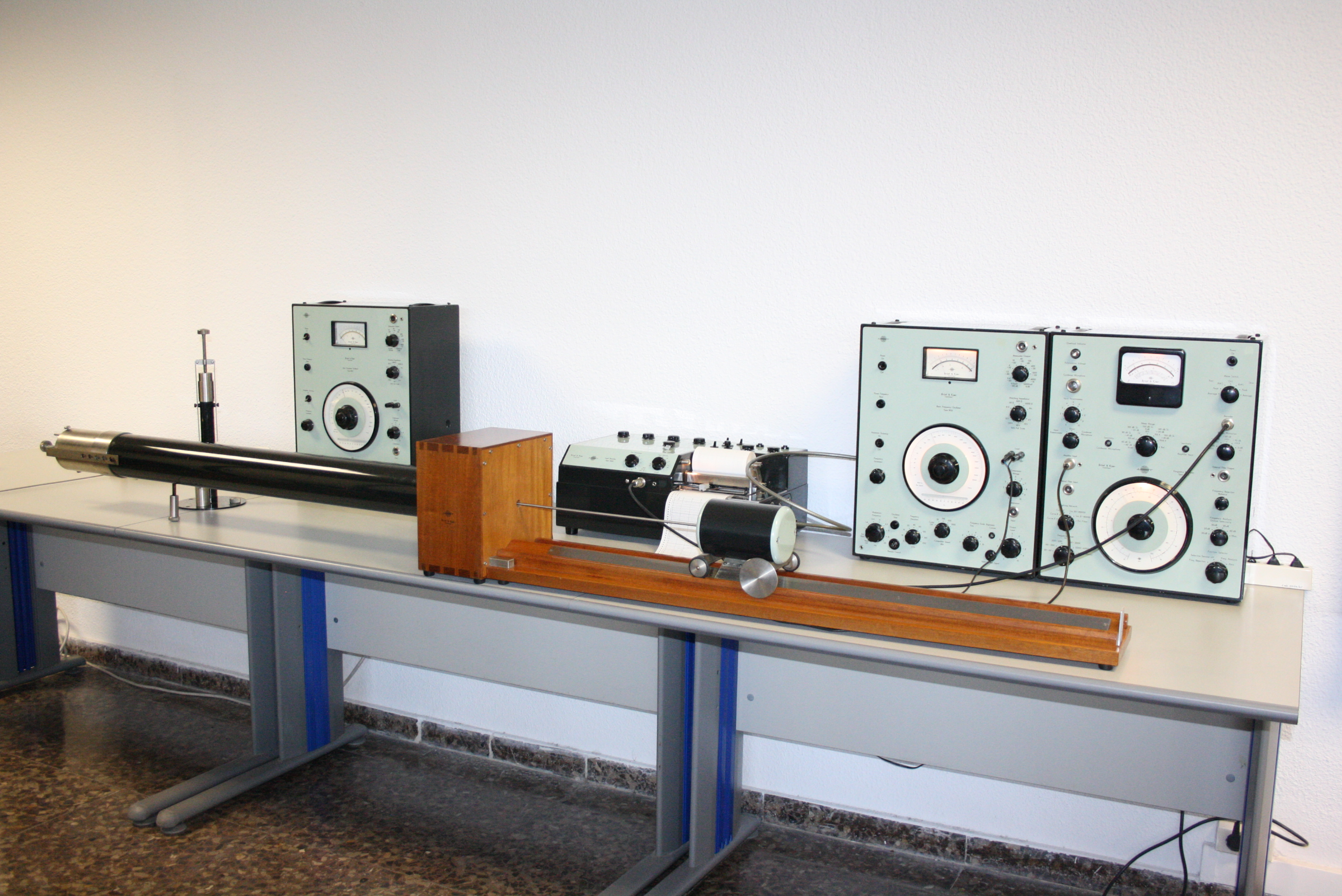
Esperimento in laboratorio con un Tubo di Kundt

Il tubo di Kundt è un apparato sperimentale acustico inventato nel 1866 dal fisico tedesco August Kundt per misurare la velocità del suono in un’asta solida o gassosa.
Grazie all'esperimento è possibile osservare le onde longitudinali nei gas, spesso difficili da vedere. Oggi è impiegato per dimostrare le onde stazionarie e le forze acustiche.

## Descrizione
Si tratta di un tubo orizzontale trasparente che contiene una piccola quantità di polvere fine, come ad esempio polvere di sughero, talco o licopodio. A un'estremità del tubo si trova una sorgente di suono a una sola frequenza (un tono puro). Kundt utilizzava un risuonatore a bacchetta metallica che faceva vibrare o “suonare” strofinandolo, ma le dimostrazioni moderne utilizzano solitamente un altoparlante collegato a un generatore di segnale che produce un'onda sinusoidale. L'altra estremità del tubo è bloccata da un pistone mobile, il quale può essere utilizzato per regolare la lunghezza del tubo.

## Funzionamento
Il generatore di suono viene acceso e il pistone viene regolato fino a quando il suono percepito proveniente dal tubo diventa improvvisamente molto più forte. Ciò indica che il tubo è in risonanza e quindi la lunghezza del percorso di andata e ritorno delle onde sonore, da un'estremità all'altra del tubo, è un multiplo della lunghezza d'onda λ delle'onda sonora emessa dall'altoparlante.
A questo punto, le onde sonore nel tubo sono sotto forma di onde stazionarie e l'ampiezza delle vibrazioni dell'aria è nulla a intervalli equidistanti lungo il tubo, chiamati "nodi". La polvere viene catturata dall'aria in movimento e si deposita in mucchietti o linee in corrispondenza dei nodi. La distanza tra i mucchietti corrisponde a mezza lunghezza d'onda del suono λ/2. Misurando la distanza tra i mucchietti, si può risalire alla lunghezza d'onda λ del suono nell'aria. Se si conosce la frequenza ν del suono, moltiplicandola per la lunghezza d'onda si ottiene la velocità del suono c nell'aria:
{\displaystyle c=\lambda \nu \,}
Il movimento della polvere è in realtà dovuto a un fenomeno fisico chiamato streaming acustico, causato dal movimento indotto dall'onda sonora sullo strato di aria sulla superficie del tubo.